# Episodi di Insatiable (seconda stagione)
La seconda ed ultima stagione della serie televisiva Insatiable, composta da 10 episodi, è stata interamente pubblicata sul servizio di streaming Netflix l'11 ottobre 2019.
| nº | Titolo originale        | Titolo italiano                    | Pubblicazione originale | Pubblicazione Italia |
| -- | ----------------------- | ---------------------------------- | ----------------------- | -------------------- |
| 1  | Pig                     | Maiali                             | 11 ottobre 2019         | 11 ottobre 2019      |
| 2  | Dead Girl               | La ragazza defunta                 | 11 ottobre 2019         | 11 ottobre 2019      |
| 3  | Boomerang               | Boomerang                          | 11 ottobre 2019         | 11 ottobre 2019      |
| 4  | Poison Patty            | La mela bacata                     | 11 ottobre 2019         | 11 ottobre 2019      |
| 5  | Finding Magnolia        | Alla ricerca di Magnolia           | 11 ottobre 2019         | 11 ottobre 2019      |
| 6  | Eat and Run             | Mangiare di corsa                  | 11 ottobre 2019         | 11 ottobre 2019      |
| 7  | Full Brazilian          | Piazza pulita                      | 11 ottobre 2019         | 11 ottobre 2019      |
| 8  | Pretty in Prison        | Miss Pretty                        | 11 ottobre 2019         | 11 ottobre 2019      |
| 9  | Ladybomb                | Bomba per signore                  | 11 ottobre 2019         | 11 ottobre 2019      |
| 10 | The Most You You Can Be | Sii la migliore te stessa che puoi | 11 ottobre 2019         | 11 ottobre 2019      |

## Maiali
- Titolo originale: Pig
- Diretto da: Andrew Fleming
- Scritto da: Lauren Gussis

### Trama
Patty dice a Bob Armstrong di essere stata ammanettata nel Food Truck da Stella Rose, che voleva ucciderla per rendere Bob un criminale. Patty è fuggita con una salsiccia di cioccolato e ha schiacciato accidentalmente Stella due volte con il camion degli alimenti. Bob chiede a Patty di non chiamare la polizia.
Quando lo accompagna nel luogo in cui ha ucciso Stella, si rendono conto che Stella potrebbe non essere morta dopotutto ed è là fuori da qualche parte. Nella foresta, il bagagliaio dell'auto di Bob contenente Christian si apre e il cadavere cade a terra. I maiali arrivano e mangiano tutto il corpo. Nel frattempo, Coralee cerca di fare l'amore con Bob Barnard, ma lui rifiuta con il pretesto di essere omosessuale. Più tardi, sente Roxy al telefono e scopre che lo sta usando per aiutare Stella Rose a vendicarsi di Bob Armstrong. Viene anche rivelato che Magnolia è scomparsa.
Nella gara regionale, Roxy scopre che Patty è scappata dal Food Truck. Patty si rende conto che Magnolia non è venuta. Durante le prove, Bob torna alla capanna di Roxy e prende il telefono. Scopre che lei non sa dove sia Stella Rose. Roxy è quindi il vincitore del concorso di bellezza di quest'anno. Patty corre a vomitare in bagno. Confessa a Bob che ha un disturbo alimentare e ha mangiato le torte che ha riempito di sapone per mostrare a Bob che non ha un disturbo alimentare. Magnolia appare allora e Roxy viene trovata morta nella sua capanna.